# Martin A. Nowak

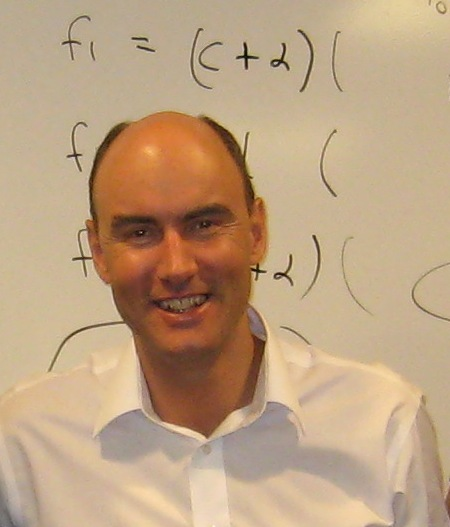
Martin Nowak (2009)

Martin Andreas Nowak (* 1965 in Klosterneuburg) ist ein österreichisch-US-amerikanischer Mathematiker und Biologe. Er ist Professor an der Harvard University.

## Leben
Nowak studierte von 1983 bis 1987 Biochemie und promovierte 1989 „sub auspiciis“ in Mathematik an der Universität Wien. Seine Dissertationsarbeit trug den Titel Stochastische Strategien im Gefangenendilemma (Evolution of Cooperation). Die Habilitation erfolgte 1993 an der Universität Wien. Nowak arbeitete in dieser Zeit unter anderem mit Peter Schuster und Karl Sigmund in Wien, sowie mit Robert May in Oxford und Manfred Eigen in Göttingen. Danach forschte er bis 1998 an der University of Oxford. Von 1998 bis 2003 war Nowak an der Princeton University. Seit 2003 ist er Professor in Harvard.
1992 war er eingeladener Sprecher auf dem Europäischen Mathematikerkongress in Paris (The evolutionary dynamics of HIV infections). 1996 erhielt er den Weldon Memorial Prize. Seit 2001 ist er korrespondierendes Mitglied der Österreichischen Akademie der Wissenschaften.

## Arbeit
Nowaks Forschungsinteressen sind Evolutionsdynamik, Evolution und Behandlung von Krebs, Infektionsdynamik, Quasispeziestheorie, Genredundanz, Evolutionäre Spieltheorie, Dynamik von Adaptionen, endliche Populationen, evolutionäre Graphentheorie, evolutionäre Mengenlehre, Evolution von Sprache, Kooperation, Fairness und Reputation, Indirekte Reziprozität, Gruppenselektion, Ursprung der Evolution, und die Evolution der Eusozialität.

## Bücher
- M. A. Nowak, R. M. May: Virus Dynamics: Mathematical Principles of Immunology and Virology. Oxford University Press, 2000, ISBN 0-19-850418-7.
- M. A. Nowak: Evolutionary Dynamics: Exploring the Equations of Life. Harvard University Press, 2006, ISBN 0-674-02338-2.
- M. A. Nowak, R. Highfield: SuperCooperators: Why We Need Each Other to Succeed. Free Press, 2011, ISBN 978-1-4391-0018-9.
  - deutsch von Enrico Heinemann: Kooperative Intelligenz. Das Erfolgsgeheimnis der Evolution. C. H. Beck, München 2013, ISBN 978-3-406-65547-0.